# LieneCandy
Liene Greifāne Bronuša, mer känd som LieneCandy, tidigare bara Candy, född 5 oktober 1985 i Riga, är en lettisk sångerska som blev känd år 2004. Hon har deltagit i Lettlands nationella uttagning till Eurovision Song Contest både år 2011 och 2013. 2011 representerade hon Lettland i New Wave 2011 och slutade åtta.

## Karriär

### New Wave
2011 valdes LieneCandy till Lettlands representant i New Wave 2011, en musiktävling som årligen hålls i den lettiska kuststaden Jūrmala. I tävlingen framför alla deltagande artister covers på kända låtar, både internationella och inhemska. 
Under tävlingens första kväll framförde hon låten "Circle of Life" och slutade trea. Under den andra kvällen framförde hon den ryska låten "Put k svetu" och slutade 10:a vilket gjorde att hon totalt sett förlorade några platser i totalställningen. Under den sista kvällen av tävlingen framförde LieneCandy låten "Can't Get Enough" med vilken hon återigen slutade 10:a. Detta innebar att hon totalt under tävlingen fått 328 poäng vilket räckte till att sluta på en åttonde plats av sexton deltagare.

### Eurovision
I Eirodziesma 2011 deltog hon med låten "Love is Like an Aeroplane" men gick inte vidare till finalen från den första semifinalen som hölls den 5 februari 2011. Juryn fick välja två finalister och TV-tittarna fick välja två finalister och hennes bidrag var fyra hos båda. Bidraget gick dock vidare till andra chansen som hölls den 19 februari där juryn och TV-tittarna fick välja en finalist vardera. I finalen blev hon dock tvåa hos både juryn och TV-tittarna och blev därmed utslagen.
I Dziesma 2013 deltog hon med låten "Higher and Higher". Hon öppnade den första semifinalen som hölls den 8 februari 2013 och då resultatet kommit in stod det klart att hon var en av de sex som gått vidare till finalen av de totalt tolv tävlande i semifinalen. I uttagningen var det meningen att få så lite poäng som möjligt. I semifinalen fick hon sex poäng och hamnade därmed på tredje plats, detta efter att ha fått 1 poäng av juryn och 5 av TV-tittarna. Hon var därmed juryns favorit i semifinalen. I finalen som hölls den 16 februari gav juryn henne dock 5 poäng medan TV-tittarna gav henne 9 poäng. Med totalt 14 poäng slutade hon därmed på en sjunde plats av totalt tolv tävlande i finalen som vanns av PeR.